# Riachuelo Tênis Clube
Riachuelo Tênis Clube é um clube de basquetebol da cidade do Rio de Janeiro. É conhecido como a "Academia de Basquete". Campeão Estadual de Basquetebol Masculino em 1937, 1940 e 1941, é o clube por onde passaram Ruy de Freitas, jogador medalha de bronze nas Olimpíadas de 1948, Byra Bello e Paulo Chupeta.
Além dos três títulos, foi também vice campeão estadual em 1933, 1935, 1936, 1938 e 1939, além do título da Taça Waldir Benevento Adulto masculino de 1975.           Na base masculina, na categoria juvenil foi campeão estadual em 1937, 1940, 1941, 1950 e 1975, na categoria infanto-juvenil foi campeão estadual em 1969, na categoria infantil foi campeão estadual em 1967 e campeão do campeonato infantil de 1970, por último no mirim foi campeão do campeonato mirim de 1970.
No ano de 2012 voltou a participar de competições, foi campeão do Torneio Carioca Adulto masculino e foi terceiro colocado do Campeonato Estadual Adulto masculino.